# 軽井沢夫人
『軽井沢夫人』（かるいざわふじん）は、宇能鴻一郎が嵯峨島昭名義で1979年に刊行した推理小説。光文社のカッパ・ノベルスより発売された。1982年には日活ロマンポルノの1作として映画化された。

## 書誌情報
- カッパ・ノベルス（1979年6月）
- 光文社文庫（1988年7月）ISBN 4334707742

## 映画
1982年に公開された小沼勝監督の日本映画。にっかつ創立70周年記念と銘打ち、にっかつロマンポルノの年1回特番「エロス大作」として上映された。

### ストーリー
貧乏学生・紫藤純一（五代高之）は、軽井沢の金持ちが別荘で開くパーティーに給仕として雇われた。
その席上、紫藤は料理を引っ繰り返してしまい、主人・中川玄一郎（土屋嘉男）や料理長から大目玉を食らってしまう。
それを不憫に思った中川の妻・中川佳子（高田美和）は、1人紫藤に慰めの言葉を掛けた。後日、紫藤はカフェで偶然佳子夫人と再会した。そして、誘われるまま中川夫妻の息子の家庭教師として雇われるのだった。
そんな中、佳子夫人は次第に紫藤に心惹かれるようになってゆき、とうとう一線を越える日がやって来た。
それを契機に、紫藤と佳子夫人の運命は大きく変わってゆくのだった。

### キャスト
- 中川佳子：高田美和
- 紫藤純一：五代高之
- 中川玄一郎：土屋嘉男
- 岡崎雅和：北見敏之
- 高倉亜矢：吉川由美
- 紺野：大辻鉄平
- 中川有一：伊藤将人
- 秋吉時子：梓ようこ
- マキ：雪江ゆき
- 松崎刑事部長：名川貞郎
- 頭取：入江正徳
- 接待役：織田俊彦
- キャプテン：遠山牛
- 山本武
- コック：小池雄介
- 相原巨典、斉藤英雄、稲川善一、大木史朗、桂由花、和泉喜和子、大川万裕子、益田愛子
- 酒島警視：江原真二郎（特別出演）
- 鮎川蓉子：根岸明美

### スタッフ
- 監督：小沼勝
- 脚本：いどあきお
- 原作：嵯峨島昭
- 企画：大畑信政
- プロデューサー：岡田裕、八巻晶彦
- 撮影：前田米造
- 美術：渡辺平八郎
- 録音：伊藤晴康
- 照明：木村誠作
- 編集：井上治
- 選曲：林大輔
- 助監督：加藤文彦
- 色彩計測：福沢正典
- 現像：東洋現像所
- 製作担当者：香西靖仁

### その他
- 本作以外に「軽井沢夫人」の表題を冠した映像作品として、Vシネマ『軽井沢夫人 官能の夜想曲』（1996年作品。にっかつビデオ制作、真梨邑ケイ主演）と、TBSテレビのTVドラマ『軽井沢夫人』（2002年作品。近藤照男プロダクション制作、坂口良子主演）がある。共に本作とは全く別内容の作品である。[2]